# Dmitri Alexandrowitsch Kasionow
Dmitri Alexandrowitsch Kasionow (russisch Дмитрий Александрович Казионов; * 13. Mai 1984 in Ischewsk, Russische SFSR) ist ein russischer Eishockeyspieler, der zuletzt beim HK Dynamo Moskau in der Kontinentalen Hockey-Liga unter Vertrag stand. Sein Bruder Denis ist ebenfalls ein professioneller Eishockeyspieler.

## Karriere

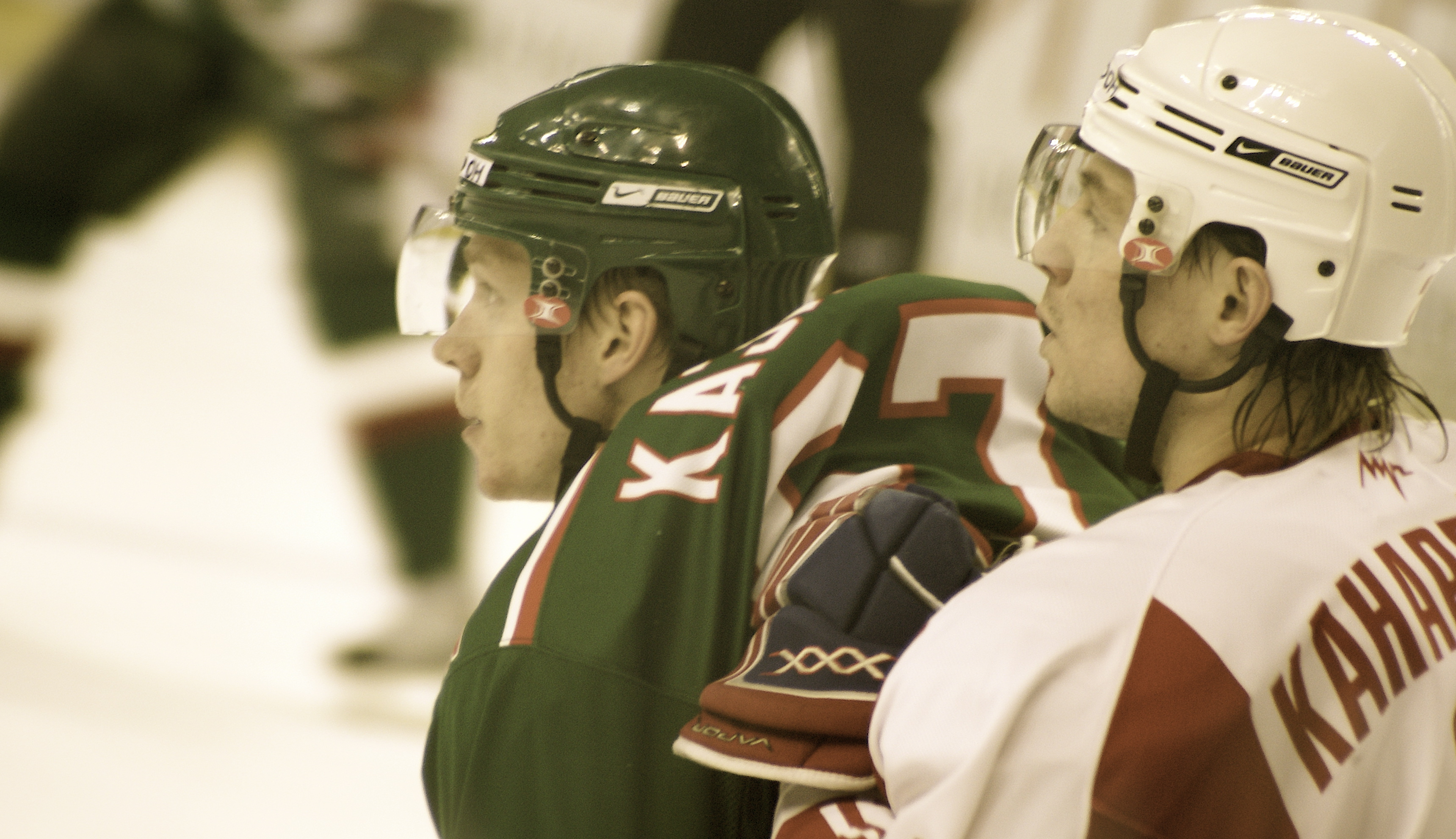
Dmitri Kasionow (links) im Trikot von Ak Bars Kasan

Dmitri Kasionow begann seine Karriere als Eishockeyspieler beim HK Dynamo Moskau, in dessen Jugend er bis 2000 aktiv war. Anschließend stand der Angreifer für jeweils eine Spielzeit für THK Twer und den HK ZSKA Moskau in der Wysschaja Liga unter Vertrag, woraufhin er im NHL Entry Draft 2002 in der vierten Runde als insgesamt 100. Spieler von der Tampa Bay Lightning ausgewählt wurde. Tampa nahm ihn allerdings nie unter Vertrag. Ebenso wenig taten dies die Kingston Frontenacs, die ihn beim CHL Import Draft 2002 in der ersten Runde an insgesamt 37. Stelle zogen. Stattdessen stand der Linksschütze von 2002 bis 2005 für den HK Lada Toljatti auf dem Eis, ehe er für die Saison 2005/06 zu seinem Ex-Klub HK Dynamo Moskau zurückkehrte, mit dem er den IIHF European Champions Cup gewann. Nach nur einem Jahr wechselte Kasionow zu deren Ligarivalen Ak Bars Kasan, mit denen er 2007 erneut den IIHF European Champions Cup gewann, sowie 2008 den IIHF Continental Cup. In der Spielzeit 2008/09 konnte der Center mit Kasan erstmals in seiner Laufbahn den Gagarin-Pokal gewinnen. In der Saison 2009/10 konnte er mit Ak Bars Kasan diesen Erfolg wiederholen.
Nachdem er auch die Saison 2011/12 bei Ak Bars Kasan begonnen hatte, wurde Kasionow im November 2011 innerhalb der KHL zum HK Metallurg Magnitogorsk transferiert. Mit Metallurg gewann er 2014 erneut die Meisterschaftstrophäe der KHL, den Gagarin-Pokal. Nach diesem Erfolg wechselte er zunächst zu Lokomotive Jaroslawl, wurde dort aber nicht für die KHL lizenziert. Wenige Wochen später wurde er von Torpedo Nischni Nowgorod verpflichtet, wobei er erstmals in seiner Karriere mit seinem Bruder Denis im Kader der gleichen Mannschaft stand.

### International
Für Russland nahm Kasionow an der U18-Junioren-Weltmeisterschaft 2002 und der U20-Junioren-Weltmeisterschaft 2004 teil.

## Erfolge und Auszeichnungen
- 2002 Silbermedaille bei der U18-Junioren-Weltmeisterschaft
- 2006 IIHF-European-Champions-Cup-Gewinn mit dem HK Dynamo Moskau
- 2007 IIHF-European-Champions-Cup-Gewinn mit Ak Bars Kasan
- 2008 IIHF-Continental-Cup-Gewinn mit Ak Bars Kasan
- 2009 Gagarin-Pokal-Gewinn und Russischer Meister mit Ak Bars Kasan
- 2010 Gagarin-Pokal-Gewinn und Russischer Meister mit Ak Bars Kasan
- 2014 Gagarin-Pokal-Gewinn und Russischer Meister mit dem HK Metallurg Magnitogorsk

## KHL-Statistik
(Stand: Ende der Saison 2010/11)